# Roger Delizée
Roger Delizée (* 1. März 1935 in Oignies-en-Thiérache, Viroinval, Provinz Namur; † 11. März 1998 in Viroinval, Provinz Namur) war ein belgischer Politiker der Belgischen Arbeiterpartei sowie zuletzt der Parti Socialiste (PS), der unter anderem Staatssekretär in der achten und neunten Regierung von Premierminister Wilfried Martens war.

## Leben
Delizée, der von Beruf Lehrer für die deutsche Sprache und Bibliothekar war, begann seine politische Laufbahn in der Kommunalpolitik und war zunächst Mitglied des Gemeinderates und Schepen (Beigeordneter) sowie zuletzt Bürgermeister seiner Geburtsstadt Oignies-en-Thiérache.
Am 17. April 1977 wurde er als Kandidat der Belgischen Arbeiterpartei erstmals zum Mitglied der Abgeordnetenkammer von Belgien gewählt und vertrat in dieser bis zum 12. April 1995 die Interessen des Arrondissement Dinant sowie des Arrondissement Philippeville, wobei er 1978 Mitglied der aus der Belgischen Arbeiterpartei hervorgegangenen wallonischen Parti Socialiste (PS) wurde.
Nach der 1977 erfolgten Zusammenlegung der Gemeinden Dourbes, Le Mesnil, Mazée, Nismes, Oignies-en-Thiérache, Olloy-sur-Viroin, Treignes und Vierves-sur-Viroin wurde er 1983 Nachfolger von Fernande Perlaux als Bürgermeister von Viroinval und übte dieses Amt bis zu seiner Ablösung durch Michel Jamme 1986 aus.
Am 9. Mai 1988 wurde Delizée von Premierminister Wilfried Martens als Staatssekretär für öffentliche Gesundheit und Behindertenpolitik in dessen achtes Kabinett berufen und bekleidete dieses auch in der neunten Regierung Martens bis zum 7. März 1992. Als solcher war er dem Sozialminister Philippe Busquin beigeordnet. Gleichzeitig war er verantwortlich für den Nationalfonds für die soziale Wiedereingliederung für Behinderte und als solche dem Minister für Mittelstand Melchior Wathelet unterstellt.
Delizée war zeitweilig auch Vizepräsident und Sekretär des Rates der Wallonischen Region (Conseil régional wallon), aus dem das heutige Wallonische Parlament hervorging. Für seine langjährigen politischen Verdienste wurde ihm das Ritterkreuz des Leopoldsordens verliehen sowie die Bürgermedaille Erster Klasse. Nach seinem Tod wurde 2001 in seiner Geburtsgemeinde Oignies-en-Thiérache die Rue Roger Delizée eingeweiht.
Sein Sohn Jean-Marc Delizée war ebenfalls Mitglied der Abgeordnetenkammer sowie Staatssekretär für Armutsbekämpfung in den Regierungen Leterme I und Van Rompuy sowie Staatssekretär für soziale Angelegenheiten und Personen mit einer Behinderung in den Regierungen Van Rompuy und Leterme II.